# 黒田重太郎
黒田 重太郎（くろだ じゅうたろう、1887年9月20日 - 1970年6月24日）は、日本の洋画家。

## 経歴
滋賀県出身。鹿子木孟郎、浅井忠らに師事し、1912年文展初入選。1923年二科会会員。1924年小出楢重らと大阪に信濃橋洋画研究所を創立、洋画家を育てた。1968年、関西美術院の初代理事長に就任。著書も多数あり、1969年日本芸術院恩賜賞受賞。染色家の黒田暢・元嵯峨美術短期大学学長は次男。画家の黒田アキは甥。

## 著書
- セザンヌ以後 日本美術学院 1920
- 憧憬の地 芸術環境 日本美術学院 1920
- ヴァン・ゴオグ 泰西名画家伝 日本美術学院 1921
- モオリス・ドニと象徴画派 世界現代作家選 日本美術学院 1921
- ゲランの印象 世界現代作家選 日本美術学院 1922
- 構図の研究 中央美術社 1925
- グレコ アルス 1926 (アルス美術叢書)
- 油絵技法の変遷 上巻 中央美術社 1927
- 洋画メチヱー技法全科の研究 鍋井克之共著 文啓社書房 1928
- 素描・色彩の研究 日本美術学院 1932
- 洋画鑑賞十二講 立命館出版部 1933
- 画房襍筆 湯川弘文社 1942
- 近代絵画 一条書房 1944
- 京都洋画の黎明期 高桐書院 1947 (京都叢書)
- 近代フランス絵画 ダヴィッド、アングル、ドラクロア 芸艸堂 1948
- モディリアニ 弘文堂 1949
- 小出楢重の生涯と芸術 美術出版社 1955

展覧会
- 黒田重太郎展 没後35年 佐倉市立美術館、滋賀県立近代美術館、京都新聞社編　京都新聞社 2005

## 参考
- 日本人名大辞典 日外アソシエーツ